# Chiesa dei Santi Felice e Fortunato (Noale)
La chiesa dei Santi Felice e Fortunato è la parrocchiale di Noale nella città metropolitana di Venezia in Veneto. Fa parte del vicariato di Noale della diocesi di Treviso.

## Storia
La chiesa è di antica fondazione: secondo la tradizione fu Prosdocimo di Padova, primo vescovo di Padova, a convertire e battezzare i noalesi e a consacrare una piccola cappella dedicandola all'Ascensione del Signore.

### Chiesa primitiva
Dal 1110, quando furono traslate le reliquie dei Santi Felice e Fortunato da Malamocco a Chioggia, la chiesa venne intitolata ai santi martiri vicentini. Nel 1330 era ancora una cappella soggetta alla pieve di Zeminiana e come, risulta dalla documentazione, la comunità rurale noalese era legata al culto dei Santi Felice e Fortunato. Nel 1443 la vecchia costruzione fu demolita per far posto al nuovo edificio, ruotato di 180° rispetto al primo. Questo era una cappella romanica con transetto destro, che fungeva da entrata secondaria, copertura lignea e abside centrale rettilinea. Non si hanno informazioni su quanto presente nella sala.

### Riedificazione
Attorno al 1444 la chiesa fu riedificata e furono aggiunte le due navate laterali decorate con affreschi e fregi. Più tardi si aggiunsero anche due cappelle laterali leggermente sporgenti. La chiesa fu completata e consacrata nel 1554. Naturalmente era un po' diversa da come si presenta oggi, infatti furono fatti restauri, riedificazioni e ampliamenti che la fecero cambiare aspetto.
Tra il 1500 e il 1513 venne riedificata l'abside con la sacrestia a destra e il campaniletto a vela. Nella seconda metà del XVIII secolo furono alzate le navate; in questa occasione furono anche sostituiti i soffitti, i quali vennero decorati con affreschi di Pietro Moro. Arcipretale dal 1769, è sede di un vicariato della diocesi di Treviso. La chiesa fu aggregata da papa Benedetto XIII alla basilica di San Giovanni in Laterano e partecipava alle indulgenze di quest'ultima. Nel 1876 l'allora parroco Giuseppe Trentin decise di allungare la chiesa di due metri costruendo una nuova e l'attuale facciata su progetto dell'architetto Giovanni Battista Meduna. Con la costruzione della nuova facciata fu costruita una nuova cantoria e fu anche demolita la vecchia canonica addossata sul lato sinistro dalla facciata. Nel 1900 fu elaborato dalla ditta Malvestio di Padova il pregevole organo Callido. Nel 1938 fu demolito il pulpito che si trovava sull'ultima colonna a sinistra. In epoca di guerra la chiesa fu malamente restaurata: il soffitto fu coperto con dell'intonaco bianco che nascose tutti i fregi affrescati che circondavano l'ascensione dei Santi martiri Felice e Fortunato. Fra il 1975 e il 1976 la chiesa fu accuratamente restaurata e riportata alla situazione esistente prima della seconda guerra mondiale. L'ultimo intervento di restauro si è realizzato fra il 2010 e il 2012.

## Descrizione

### Campaniletto a vela

#### Storia
Le campanelle sul campaniletto a vela furono sistemate da Matteo Negri, parroco appassionato e nativo di Noale che con ogni probabilità scrisse "Cronaca del castello di Noale", provvide a mettere due campanelle sopra il campanile a vela poiché dalla sua costruzione non ne aveva mai avute. Le campane furono acquistate a Mestre già fatte. Ma siccome non armonizzavano tra di esse le campane furono rispedite a Mestre, e stavolta furono fuse da Antonio Pizzenin. Queste campane resteranno fino al 1847 quando Don Andrea Velo decise di fonderne di nuove nel 1847 dalla fonderia Colbacchini di Padova. Le campane sono inceppate a slancio manuale con ceppi in legno e castello in ferro.
| Nr | Nominale | Anno | Fonditore                                                           |
| -- | -------- | ---- | ------------------------------------------------------------------- |
| 1  | Sol4     | 1847 | Fusa dalla Fonderia Pontificia Daciano Colbachini e Figli di Padova |
| 2  | La4      | 1847 | Fusa dalla Fonderia Pontificia Daciano Colbachini e Figli di Padova |

### Interno
La chiesa era in origine una cappella ad unica navata. Nel 1444 vennero aggiunte le due navate laterali decorate con affreschi e fregi. Tra il 1500 e il 1513 venne riedificato l'abside con la sacrestia a destra e il campaniletto a vela. Nella seconda metà del XVIII secolo furono alzate le navate e in questa occasione furono sostituiti i soffitti, che vennero decorati con affreschi di Pietro Moro (la Cena in Emmaus e tre figure del Redentore sulla navata sinistra; l'Incoronazione della Vergine e tre Profezie riguardanti la Madonna sulla navata destra).
Vi sono cinque altari: il maggiore, di notevoli dimensioni, è di Jacopo Sansovino, la cui mensa contiene le reliquie di san Giovanni Crisostomo, santa Giustina e sant'Andrea. La pala raffigura l'Ascensione di Gesù fra i santi martiri Felice e Fortunato è opera di Damiano Mazza del 1573. Sulle pareti del presbiterio sono collocati alcuni dipinti di scuola veneta del XVI-XVII secolo, tra cui l'Assunta e gli apostoli di Alvise Vivarini (1500) e il grande quadro di Vittore Carpaccio raffigurante san Giovanni Battista tra gli apostoli Pietro e Paolo con uno sfondo paesaggistico che rievoca la Noale medioevale. A sinistra dell'altare maggiore si trova quello del Santissimo Sacramento, interessante opera di Jacopo Sansovino, realizzato in Pietra d'Istria: su due nicchie vi sono le statue di san Rocco e san Sebastiano e, al centro di una raffinata prospettiva, un bellissimo tabernacolo d'argento dorato in bassorilievo. La pala dell'altare di destra, detto un tempo dei Battuti, rappresenta invece l'Ascensione di Maria di Palma il Giovane (1610). A metà della lunghezza della chiesa ci sono infine l'altare in marmo della Beata Vergine del Rosario (a sinistra), e quello di san Giovanni Evangelista (a destra). Da notare il fonte battesimale con tempietto ligneo dipinto nel 1593.
L'interno è diviso in tre navate separate da colonne in marmo con capitello ionico per poi terminare con un presbiterio e un'abside ottagonale.
L'altare maggiore, di notevoli dimensioni, è di Jacopo Sansovino, la cui mensa contiene le reliquie di san Giovanni Crisostomo, santa Giustina e sant'Andrea. La pala raffigura l'Ascensione di Gesù fra i santi martiri Felice e Fortunato è opera di Damiano Mazza del 1573. L'attuale sostituisce uno più piccolo, fu iniziato nel 1570 per poi venir ridecorato ancora nel 1573 e poi nel 1965 veniva ricostruito il tabernacolo poiché quello precedente, originale, era rovinato.
Altare del santissimo sacramento. Si trova in fondo alla navata destra della chiesa. Anticamente era in legno, ma poi, nel marzo del 1539, la scuola del Sacramento, che lo manteneva e curava, decisero di rifarlo per opera di Jacopo Sansovino.
Nella sala è presente una piccola campana acquistata dalla Grassmayr di Innsbruck nel 2019. La campanella è a slancio manuale e ha il ceppo in ferro come il castello. Prima di questa il suo posto era occupato da un'altra fusa negli anni cinquanta. La tonalità è Fa#5.

#### Organo
Un primo organo fu costruito nel 1530 da autore sconosciuto. Molto probabilmente era posto su un'orchestra in controfacciata. Nel 1774 fu costruito da Gaetano Callido un organo a una tastiera di 45 tasti, pedaliera di 18 tasti e vari accessori come tira tutti e campanelle. Nel 1900 l'organo venne modificato dalla ditta Malvestio la quale lo ha completamente rivoluzionato. Nel 1950 l'organo Callido-Malvestio fu portato nella chiesa parrocchiale di Rio San Martino di Scorzè. Nel 1970 fu costruito dalla Fabbrica Organi Ruffatti l'organo a canne interamente meccanico secondo gli antichi canoni. Attualmente l'organo è di fama internazionale grazie alla sua qualità e i suoi registri più belli come la Tromba orizzontale da 4'.
| Prima tastiera - Grand'Organo  | Seconda tastiera - Espressivo | Pedale           |
| ------------------------------ | ----------------------------- | ---------------- |
| Principale 8'                  | Bordone 8'                    | Contrabbasso 16' |
| Ottava 4'                      | Flauto in ottava a cuspide 4' | Ottava 8'        |
| Quintadecima 2'                | Principale 2'                 | Quintadecima 4'  |
| Decimanona 1.1/3'              | XIX-XXII 1.1/3'-1'            | Ripieno 4 file   |
| Vigesimaseconda 1'             | Sesquialtera 2.2/3'-1.3/5'    | Bombarda 16'     |
| Ripieno 4 file                 | Cromorno 8'                   | Tromba 8'        |
| Flauto a cuspide 8'            | Violetta 8'                   | Clarone 4'       |
| Flauto in XII a cuspide 2.2/3' | Tremolo                       | Subbasso 16'     |
| Voce umana 8'                  |                               | Bordone 8'       |
| Tromba 8'                      |                               |                  |
| Tromba orizzontale 4'          |                               |                  |